# Rzędków (powiat skierniewicki)
Rzędków – wieś w Polsce położona w województwie łódzkim, w powiecie skierniewickim, w gminie Nowy Kawęczyn.

## Historia
Wieś szlachecka położona była w drugiej połowie XVI wieku w powiecie rawskim ziemi rawskiej województwa rawskiego. W latach 1975–1998 miejscowość należała administracyjnie do województwa skierniewickiego.